# Ludumo Galada
Ludumo Galada (ur. 20 grudnia 1982, zm. 11 stycznia 2009) – południowoafrykański bokser, mistrz świata w wadze piórkowej federacji WBF.
Zawodowy kontrakt podpisał niedługo po Letnich Igrzyskach Olimpijskich w Atenach w 2004 r. Bilans jego walk to 16 zwycięstw na 16 walk. W sierpniu 2008 r. obronił tytuł mistrzowski, pokonując w pierwszej rundzie przez nokaut Kenijczyka Davida Kiilu.
Zginął w wypadku drogowym w RPA na kilkanaście dni przed kolejną walką w obronie tytułu.